# FF de l'Àguila
FF de l'Àguila (FF Aquilae) és un estel variable en la constel·lació de l'Àguila de magnitud aparent mitjana +5,31. La mesura de la seva paral·laxi duta a terme amb el Telescopi espacial Hubble (2,81 ± 0,18 mil·lisegons d'arc) ha permès calcular la seva distància al Sistema Solar, aproximadament 1.160 anys llum.
FF de l'Àguila pertany al grup de les cefeides, classe de variables polsants que mostren modulacions periòdiques en la seva lluminositat extremadament regulars, sent Mekbuda (ζ Geminorum) i η Aquilae - aquesta última també en la constel·lació de l'Àguila- dues de les seves més conegudes representants. La lluentor d'FF Aquilae oscil·la entre magnitud +5,18 i +5,68 al llarg d'un període de 4,470916 dies. L'estimació del seu diàmetre angular (0,48 mil·lisegons d'arc), unida a la distància calculada a partir de la seva paral·laxi, dona com a resultat un diàmetre real aproximadament 18 vegades més gran que el del Sol. Aquest valor no és excessiu per a un estel de les seves característiques; com a exemple, η Aquilae té un diàmetre unes 60 vegades major que el diàmetre solar. FF Aquilae té una massa aproximada de 4,5 masses solars i una edat de 50 ± 4 milions d'anys.
La metal·licitat d'FF de l'Àguila és comparable a la del Sol ([Fe/H] = +0,02). Coure, zinc i itri són gairebé el doble d'abundants que en el Sol, però elements com a carboni i magnesi són deficitaris ([C/H] = -0,26).
FF Aquilae és, a més, una binària espectroscòpica el període orbital de la qual és de 1.432,4 dies. La companya sembla un estel de la seqüència principal de tipus F1V amb una massa de 1,6 masses solars, separada de l'estel principal unes 4,5 ua.